# 阴识
阴识（？—59年），字次伯。荊州南陽郡新野县人，东汉時代初期武将、政治人物，东汉草創功臣。汉光武帝皇后陰麗華、阴兴、陰訢、阴就的異母兄，父陰陸，其子陰躬，从祖兄弟陰嵩。管仲的後裔。

## 生平
| 姓名           | 陰識 |
| 時代           | 新朝 - 东汉 |
| 生没年         | 生年不詳 - 59年（永平二年） |
| 字・別号       | 次伯（字） |
| 本貫・出身地等 | 荊州南陽郡新野县 |
| 職官           | 校尉〔舂陵軍〕→偏将軍〔更始〕 →行大将軍事〔更始〕 →騎都尉〔东汉〕→关都尉〔东汉〕 →侍中〔东汉〕→守執金吾〔东汉〕 →執金吾、特進〔东汉〕 |
| 爵位・号等     | 陰德侯〔更始〕→陰乡侯〔东汉〕 →原鹿侯〔东汉〕→原鹿貞侯〔谥号〕                                                                        |
| 陣营・所属等   | 劉伯升→更始帝→汉光武帝 |
| 家族・一族     | 父：陰陸 異母弟：阴兴 陰訢 陰就 異母妹：陰麗華 妹婿：光武帝 子：陰躬 堂哥：陰嵩                                                       |

地皇3年（22年），劉伯升在南陽郡舂陵起兵。当時長安在遊学的陰識，听说後舍弃学業，回到故乡。率子弟、宗族、賓客一千余人归属劉伯升，被任命为校尉。
更始元年（23年），劉玄即位为更始帝，任命陰識为偏将軍。陰識随劉伯升攻打宛城，接收南陽郡新野、淯陽、杜衍、冠軍、湖陽五县。更始二年（24年），陰識被更始帝封为陰德侯，行大将軍事。
樊崇率赤眉軍攻打南陽。陰識率新野陰氏一族，依附淯陽举兵得邓奉属下为客将。
建武元年（25年），劉秀即位为皇帝，建立东汉。把妻子陰麗華从淯陽迎入洛陽，招聘陰識，任命为騎都尉，封陰乡侯。
建武二年（26年）春，陰識在大司馬吴汉，討伐壇乡。又随執金吾賈復攻降郾王尹尊。同年，因軍功增加封土，他叩頭辞退：「天下初定，将帅有功者众，臣托属掖廷（皇帝的后族），仍加爵邑，不可以示天下」。光武帝表示赞賞賛，任命陰識为关都尉，守備函谷関。後转任侍中，其母去世，回家丁忧。
建武十五年（39年），转封原鹿侯。陰麗華的儿子劉庄（後漢明帝）被立为皇太子，陰識守執金吾（代理執金吾），以辅佐皇太子。光武帝巡视諸郡国时，常留陰識守备洛陽，委以禁軍。陰識在朝廷极言正論，但离开朝堂对賓客对話，不谈关于国事的一切話題。光武帝敬重陰識，让其皇族、親族学习陰識，激励他们。陰識任用的吏員都是優秀人材，他们多数後来担任公卿校尉。明帝即位，陰識正式就任執金吾，位特進。
永平二年（59年），阴识去世。赠以本官印绶，謚号貞侯。
| 東漢原鹿侯國（39年－？） |      |            |      |          |            |
| 傳位                     | 世   | 稱號及諡號 | 姓名 | 在位年數 | 在位時間   |
| 第1任                    | 始封 | 原鹿貞侯   | 陰識 | 21年     | 39年－59年 |
| 第2任                    | 二世 | 原鹿侯     | 陰躬 | ？       | ？         |
| 第3任                    | 三世 | 原鹿侯     | 陰璜 | ？       | ？－113年  |
| 第4任                    | 三世 | 原鹿侯     | 陰淑 | ？       | 120年－？  |
| 第5任                    | 四世 | 原鹿侯     | 陰鲔 | ？       | ？         |
| 永和五年（140年）仍見    |      |            |      |          |            |

## 注
1. ↑  行大将軍事从新野移到淯陽。留驻宛城的宛王刘赐德六部兵被赤眉军打败。刘赐不能防卫宛城，退却到南阳郡淯陽，也依附邓奉。
2. ↑  《後漢書·陰識傳》：十五年，定封原鹿侯……永平二年，卒，贈以本官印綬，謚曰貞侯。子躬嗣。躬卒，子璜嗣。永初七年，為奴所殺，無子，國絕。永寧元年，鄧太后以璜弟淑紹封。淑卒，子鮪嗣。
3. ↑  司馬彪《續漢書·郡國志二》：原鹿侯國。

## 延伸阅读
[在维基数据编辑]
 《後漢書·卷32》，出自范晔《後漢書》
 《東觀漢記》